# Wilhelm von Wittich (Mediziner)
Wilhelm von Wittich (* 21. September 1821 in Königsberg (Preußen); † 22. November 1884 ebenda) war ein deutscher Physiologe.

## Herkunft
Seine Eltern waren der preußische Generalmajor Karl August von Wittich (1772–1831) und dessen Ehefrau Christiane Johanna Friederike Elisabeth von Redern (1780–1842).

## Leben
Wittich studierte ab 1841 Medizin in Königsberg und Halle. Dort promovierte 1845 zum Dr. med. 1846 ließ er sich Königsberg als praktischer Arzt nieder, befasste sich nebenbei aber mit histologischen Untersuchungen. Auf Anregung von Hermann von Helmholtz gab er die ärztliche Tätigkeit auf und widmete sich der Physiologie. 1850 habilitiert, wurde er 1854 a. o. Professor. Als Helmholtz 1855 an die Rheinische Friedrich-Wilhelms-Universität Bonn berufen wurde, rückte Wittich in das Königsberger Ordinariat nach. 1864/65 war er Rektor der Universität Königsberg. 1882 musste er die Lehrtätigkeit wegen einer schweren Erkrankung aufgeben.
Wittich galt als einer der bedeutendsten Physiologen seiner Zeit. Ab 1875 war er Mitglied der Deutschen Akademie der Naturforscher Leopoldina.